# Kaoru Iwamoto
Kaoru Iwamoto (岩本薫?, Iwamoto Kaoru; 5 febbraio 1902 – 29 novembre 1999), anche noto come Hon'inbō Kunwa, è stato un goista giapponese professionista, che raggiunse il rango di 9 dan e vinse il titolo di Hon'inbō per due anni consecutivi. Fu anche presidente della Federazione giapponese per due anni nel dopoguerra.

## Biografia
Iwamoto nacque a Masuda, nella prefettura di Shimane, in Giappone. Durante la sua infanzia trascorse diversi anni a Busan, in Corea (1905-1913), dove imparò il Go da suo padre.
Tornò in Giappone per studiare Go, si trasferì a Tokyo e divenne un discepolo di Hirose Heijiro 6-dan della Hoensha nel 1913. Ottenne il grado di 1-dan nel 1917 e rapidamente salì di grado. Nel 1924, quando fu fondata la Nihon Ki-in, Iwamoto si unì ad essa e ottenne il grado di 6-dan.
Si ritirò dalle competizioni ed emigrò in Brasile come coltivatore di caffè nel 1929. Tuttavia, tornò in Giappone e riprese la sua carriera di goista dopo il fallimento di questa impresa nel 1931.
Nel 1935 vinse l'Oteai, il torneo giapponese più importante dell'epoca. Nel 1945 sfidò Utaro Hashimoto per la terza edizione del titolo Hon'inbō; la seconda partita di questa sfida, giocata nella periferia di Hiroshima, è famosa come la «partita della bomba atomica», e entrambi i giocatori si salvarono perché la polizia locale aveva ordinato di spostare l'incontro dal centro di Hiroshima. La partita continuò nel dopoguerra, ma si è conclusa con un pareggio per 3-3; uno spareggio su tre incontri si disputò nel 1946, con Iwamoto che vinse due partite di fila e conquistò il titolo di Hon'inbō; a seguito di questa vittoria, assunse il nome di Hon'inbō Kunwa.
La casa di Iwamoto fu una sede temporanea per la Nihon Ki-in che fu arsa a causa di un bombardamento di B-29 nel 1945, ed egli fu determinante per trovare una nuova sede per la Nihon Ki-in.
Iwamoto difese il titolo Hon'inbō contro Minoru Kitani nel 1947 e nel 1948 ottenne l'8 dan, diventando presidente della federazione. In seguito perse il titolo di Hon'inbō contro Utaro Hashimoto nel 1950. Nel 1955 vinse la NHK Cup.
Iwamoto viaggiò molto in tutto l'Occidente con l'obiettivo di diffondere Go tra i popoli occidentali. Trascorse 18 mesi nel 1961-1962 a New York, insegnando e promuovendo Go. Conseguì il grado di 9 dan nel 1967 ed ebbe molti discepoli, tra cui James Kerwin, il primo occidentale a raggiungere il rango di professionista presso la Nihon Ki-in.
Iwamoto si ritirò nell'aprile 1983. Negli ultimi anni della sua vita fu il principale benefattore di diversi centri Go europei e americani a Londra, San Paolo Archiviato il 2 novembre 2009 in Internet Archive., New York Archiviato il 5 maggio 2010 in Internet Archive., Seattle e Amsterdam, in gran parte attraverso la creazione della Fondazione Iwamoto nel 1986, con un contributo iniziale di 530 milioni di yen.
È autore di tre libri in inglese, "Go for Beginners", "Keshi and Uchikomi" e "The 1971 Honinbo Tournament Archiviato il 23 febbraio 2009 in Internet Archive.".